# Patty Brard
Petula Louise (Patty) Brard (Sorong, Nederlands-Nieuw-Guinea, 25 maart 1955) is een Nederlands televisiepersoonlijkheid, presentatrice, diva en voormalig zangeres in de meidengroep Luv'.

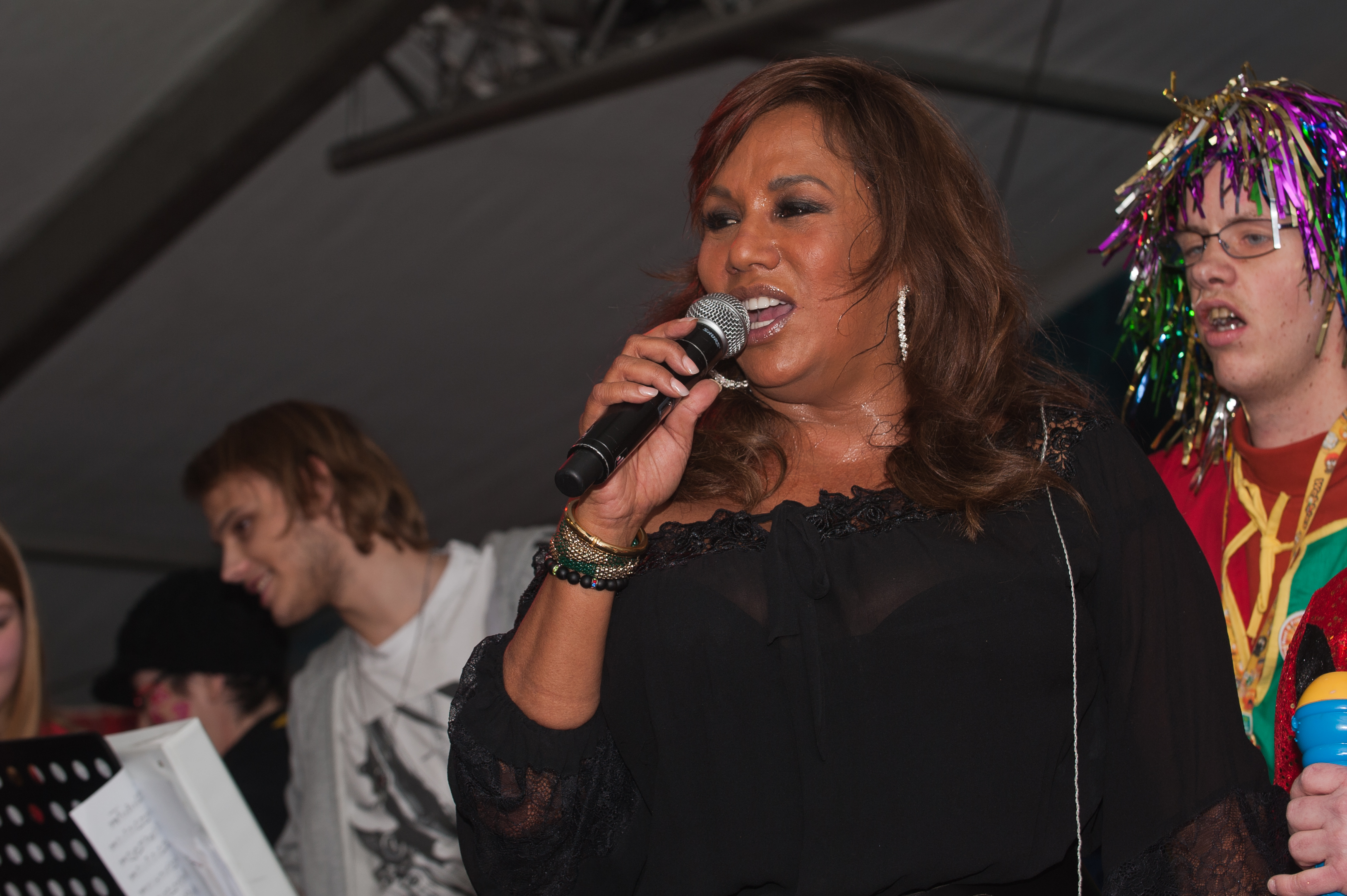
Patty Brard (2012)

Daarnaast is Brard sinds haar bekendheid erg vaak op televisie als deelneemster van allerhande televisieprogramma's verschenen, waarin ze sprong van een duikplank, danste op het ijs, leerde fotograferen en diverse spelletjes speelde.

## Jeugd
Brard is een dochter van een Indisch-Nederlands echtpaar van gemengde afkomst. Haar vader ontleent zijn achternaam aan een Franse voorvader en haar moeder zou een Duitse voorvader hebben die naar Indië ging. Brard is vernoemd naar de Engelse zangeres Petula Clark – omdat haar ouders alleen een plaat van haar in de kast hadden – en naar haar beide oma's.
Het gezin verhuisde naar Nederland toen Brard elf jaar oud was, en ging in Rijswijk wonen.

## Carrière

### Muziek
Na de havo (Lodewijk Makeblijde College) volgde Brard een opleiding tot directiesecretaresse bij Schoevers. Korte tijd later kreeg ze een baan als secretaresse aangeboden bij de publieke omroep. Hier werd ze in 1977 ontdekt door Hans van Hemert en gevraagd voor de nieuw op te richten en uit drie zangeressen bestaande meidengroep Luv', waarmee ze meerdere nationale hits had. In 1980 stapte ze uit de groep. In 1981 scoorde ze een bescheiden hitje met haar eerste solo-lp All this way. In 1982 bracht ze een tweede lp uit, maar dit werd geen succes. In 1985 bracht ze nog een lp uit.
In 2003 richtte Brard een nieuwe meidengroep op, Enuv, met de voormalige Frogettes Anouskha de Wolff en Marian van Noort. Het werd geen succes en de band ging al na een paar maanden uit elkaar.
In 2006 was er een reünie van de dames van Luv'. In een realitysoap werden ze gevolgd in de aanloop naar hun optreden tijdens het concert van De Toppers eind mei 2006 in de Amsterdam ArenA. De band zou in 2006 weer stoppen, maar vanwege het succes werd besloten de optredens langer door te laten gaan.

### Televisie
Begin jaren 80 werd Brard gevraagd Ralph Inbar te assisteren bij het TROS-tv-programma Bananasplit. Toen in 1989 de commerciële televisie van de grond kwam, begon ze voor zichzelf en maakte ze voor RTL-Véronique enige tijd het verborgencameraprogramma Gaan met die banaan. Ze presenteerde een speciale Sinterklaasaflevering van Bananasplit, met haar rechtervoet in het gips.
Vanaf halverwege de jaren 90 begon ze een reeks tv-programma's te maken als Brard gaat extreem en Absolutely Patty. Ook presenteerde ze in 2001 de derde reeks van het tv-programma Big Brother. Vanaf 2003 heeft ze drie tv-programma's gemaakt die de kijker een blik in haar leven gunden: Patty's Posse, Pat's Life en Patty's Fort. In 2005 stopte Brard haar energie in het oplossen van liefdesproblemen van andere mensen, dit tv-programma heette Lieve Patty. In 2006 was Brard te zien in een realitysoap rond de reünie van Luv, genaamd Back in Luv'. Het tv-programma werd verkocht aan het Vlaamse VTM. Eind 2006 besloot RTL haar contract na zeventien jaar niet te verlengen en trok ze zich terug met haar man op het Spaanse eiland Ibiza.
Toen Brard in 2007 meedeed aan een speciale voorronde van Sterren Dansen op het IJs waren miljoenen mensen er getuige van hoe Brard een spagaat deed op het ijs. Uiteindelijk eindigde ze als tweede, waarmee ze niet doorging naar de eigenlijke tv-uitzendingen. Na dit avontuur op het ijs werd Brard aangenomen door SBS6, waar ze van 2007 tot 2011 Shownieuws presenteerde.
Midden juni 2009 werd bekend dat ze jurylid zou worden in het tv-programma K2 zoekt K3. Daarin zochten Karen Damen en Kristel Verbeke een opvolgster voor Kathleen Aerts. Ook zat ze in het panel van Wie ben ik? tegenover Gerard Joling. Vanaf 1 september 2011 maakte Patty Brard samen met Tatjana Šimić en Patricia Paay het tv-programma Diva's draaien door. Brard deed mee aan het eerste seizoen van het SBS6-programma Sterren Springen op Zaterdag, waarbij ze leerde schoonspringen. Tijdens de opnames viel Brard meerdere keren verkeerd, dit leverde haar een bloedende lip, een verdraaide knie, verschoven wervels in haar nek en een afgebroken tand op. Deze sprong stond centraal in haar dramaserie PATTY uit 2024.
In het voorjaar van 2013 was Brard te zien op RTL 5 met Echte meisjes op de prairie en Lust, Liefde of Laten Lopen. Van 2013 tot 2018 was Brard als vast panellid te zien in Ranking the Stars. Sinds 2013 werkte Brard weer voor SBS6, als deskundige bij Shownieuws en sinds 2014 deed ze samen met Jochem van Gelder het tv-programma Bonje met de buren. Brard stopte met het presenteren van deze programma's nadat ze in september 2017 door SBS6 werd ontslagen.
Sinds het najaar van 2018 tot begin februari 2019 was Brard wekelijks als vaste tafelgast te zien in het tv-praatprogramma RTL Late Night met Twan Huys. Tevens won ze in 2018 het televisieprogramma Het perfecte plaatje en was ze te zien in The Roast of Johnny de Mol.
In 2019 was Brard te zien als presentatrice in het RTL 5-tv-programma Hotter Than My Daughter. Ze verving Gordon die de eerste zeven seizoenen presenteerde. Op 11 maart 2019 werd bekendgemaakt dat Brard een vierjarig contract had getekend bij Talpa en daarbij haar terugkeer maakte bij SBS6. Tevens werd bekendgemaakt dat Brard vanaf diezelfde maand te zien zou zijn in het tv-programma 6 Inside samen met Jan Versteegh en Albert Verlinde. Een paar weken later zou zij Shownieuws presenteren. Ook ging ze aan de slag voor Net5. Sinds september 2019 presenteert Brard het programma Zo goed als nieuw bij SBS6. Op 1 november 2019 werd bekendgemaakt dat Brard Dancing on Ice ging presenteren samen met Winston Gerschtanowitz bij SBS6.
Vanaf 24 oktober 2021 is Patty Brard te zien op SBS6 met De Grote Huisverbouwing.
In 2022 was Brard te zien met een gastoptreden, als de taart, in het Nederlandse televisieprogramma The Masked Singer. In datzelfde jaar was Brard te zien als secret singer in het televisieprogramma Secret Duets.

### Verfilming
In februari 2024 ging de dramaserie PATTY, over het leven van Brard, in première op streamingdienst Videoland. De serie werd geregisseerd door Will Koopman. Brard werd in de serie vertolkt door Eva van de Wijdeven en Holly Mae Brood, beide in verschillende levensfases.

## Privé
Brard is getrouwd geweest met televisiepresentator Ron Brandsteder (juli 1979 - juni 1980), zakenman Carlo Nasi (met wie ze een dochter kreeg, Priscilla, met wie ze sinds 2020 weer een goede band heeft) en zanger René Muthert, en is sinds 2014 getrouwd met Antoine van de Vijver.
Ook had Brard tal van andere relaties, de bekendste is die met Eric Peute. Onder meer doordat hun blad Brard! al snel ter ziele ging, gingen ze beide in 1993 failliet, waarna er een voor Brard vernederende openbare verkoop was van bijna al haar spullen. Ze gaf Peute de schuld, en had spijt dat ze de zaken niet alleen op zijn naam had laten staan. Om schulden af te betalen besloot Brard weer aan tv-programma's te gaan meewerken. Het eerste was Hart van de stad. Een groot deel van het geld dat ze in die jaren verdiende, ging meteen naar haar schuldeisers.
In 2018 onderging Brard een gastric bypass operatie en is sindsdien 35 kilo afgevallen. Brard legde haar afvalproces vast voor LINDA.
Brard is een nicht van ex-voetballer Stanley Brard (linkerverdediger Feyenoord 1976/77-1985/86).

## Filmografie
| Film                           | Film                                          | Film                        | Film                                       |
| Jaar                           | Productie                                     | Rol                         | Opmerkingen                                |
| ------------------------------ | --------------------------------------------- | --------------------------- | ------------------------------------------ |
| 1987                           | Odyssée d'amour                               | Valerie                     | Stewardess                                 |
| 1999                           | An Amsterdam Tale                             | Sandra                      | Bijrol                                     |
| 2001                           | Costa!                                        | Moeder van Janet en Angela  | Bijrol                                     |
| 2009                           | Spion van Oranje                              | Zichzelf                    | Gastrol                                    |
| 2010                           | Sammy's Avonturen: De Geheime Doorgang        | Vera                        | Nasynchronisatie                           |
| 2013                           | Sinterklaas en de Pepernoten Chaos            | Geertruida Wijntje          | Bijrol                                     |
| 2017                           | The Emoji Movie                               | Mary Mey                    | Nasynchronisatie                           |
| 2019                           | De TV Kantine                                 | Bandlid van Rockband Europe | Bijrol                                     |
| 2022                           | Minions: The Rise of Gru                      | Master Chow                 | Nasynchronisatie                           |
| 2024                           | Kung Fu Panda 4                               | Oma Zwijn                   | Nasynchronisatie                           |
| Televisie als presentatrice    |                                               |                             |                                            |
| Jaar                           | Productie                                     | Zender/omroep               | Opmerkingen                                |
| 1983-1985                      | Bananasplit                                   | TROS                        | -                                          |
| 1989                           | Gaan met die banaan                           | RTL-Véronique               | -                                          |
| 2001                           | Big Brother 3 "The Battle"                    | Yorin                       | -                                          |
| 2007-2011/2013-2017/2019-heden | Shownieuws                                    | SBS6                        | Deskundige                                 |
| 2008-2010                      | De Nieuwe Uri Geller                          | SBS6                        | Vaste gast en presentatrice                |
| 2010                           | Coming to Holland: Prins zoekt Vrouw          | SBS6                        | -                                          |
| 2011                           | Comedy Live                                   | BNN                         | Gastpresentatrice                          |
| 2012                           | Ik kom bij je eten                            | RTL 4                       | Een van de presentatoren                   |
| 2013                           | Echte meisjes op de prairie                   | RTL 5                       | -                                          |
| 2013                           | Lust, Liefde of Laten Lopen                   | RTL 5                       | -                                          |
| 2013                           | Koffietijd                                    | RTL 4                       | Invalpresentatrice                         |
| 2014-2016                      | Bonje met de buren                            | SBS6                        | Duopresentatie met Jochem van Gelder       |
| 2016                           | Thuis op Zondag                               | SBS6                        | Een van de presentatoren                   |
| 2016                           | Mudmasters VIPS: helden over de hindernis     | SBS6                        | Speciaal programma van één aflevering      |
| 2016                           | SBS Sterren Surprise                          | SBS6                        | Een van de presentatoren                   |
| 2018-2019                      | RTL Late Night met Twan Huys                  | RTL 4                       | Vaste wekelijkse tafelgast                 |
| 2019                           | 6 Inside                                      | SBS6                        | Vaste inval-insider voor Albert Verlinde   |
| 2019                           | Hotter Than My Daughter                       | RTL 5                       | Presentatrice                              |
| 2019                           | Expeditie Schoonmoeder                        | TLC                         | Presentatrice                              |
| 2019                           | Zo goed als nieuw                             | SBS6                        | Presentatrice                              |
| 2019-2020                      | Dancing on Ice                                | SBS6                        | Presentatrice                              |
| 2020                           | Gordon en Patty op zoek naar de eeuwige jeugd | SBS6                        | Duopresentatie met Gordon                  |
| 2021                           | De Grote Huisverbouwing                       | SBS6                        | Presentatrice                              |
| 2021                           | De Dansmarathon                               | SBS6                        | Presentatrice                              |
| Televisie in eigen programma's |                                               |                             |                                            |
| Jaar                           | Productie                                     | Zender/omroep               | Opmerkingen                                |
| 1995                           | Hart van de stad                              | RTL 4                       | Hoofdrol                                   |
| 1994                           | Brard gaat extreem                            | RTL 5                       | Hoofdrol                                   |
| 1995                           | Onder de B van Brard                          | RTL 5                       | Hoofdrol                                   |
| 1997-1998                      | Brard gaat extreem                            | Veronica                    | Hoofdrol                                   |
| 1999                           | Patty                                         | Veronica                    | Hoofdrol                                   |
| 1999                           | Patty gaat extreem                            | Veronica                    | Hoofdrol                                   |
| 2000-2001                      | Absolutely Patty                              | Veronica                    | Hoofdrol                                   |
| 2003-2004                      | Patty's Posse                                 | Yorin                       | Hoofdrol                                   |
| 2004                           | Patty's Fort                                  | Yorin                       | Hoofdrol                                   |
| 2005                           | Pat's Life                                    | Yorin                       | Hoofdrol                                   |
| 2005                           | Lieve Patty                                   | RTL 5                       | Hoofdrol                                   |
| 2006                           | Back in Luv'                                  | RTL 5                       | Hoofdrol                                   |
| 2011                           | Diva's Draaien Door                           | RTL 4                       | Hoofdrol                                   |
| 2014                           | Patty's Big Fat Ibiza Wedding                 | SBS6                        | Hoofdrol                                   |
| Televisie als deelneemster     |                                               |                             |                                            |
| Jaar                           | Productie                                     | Zender/omroep               | Opmerkingen                                |
| 1995                           | 30 minuten                                    | VPRO                        | Gastrol in aflevering 'Beyond tomorrow'    |
| 1997                           | Pittige tijden                                | RTL 4                       | Eén aflevering                             |
| 1997                           | Villa Felderhof                               | NCRV                        | Hoofdgast met Jos Brink                    |
| 2003                           | De Nationale IQ Test                          | BNN                         | Haalde een IQ-score van 96                 |
| 2006                           | Katja vs De Rest                              | BNN                         | Winnares van de aflevering                 |
| 2007                           | Sterren Dansen op het IJs                     | SBS6                        | Viel als een van de eerste af              |
| 2008, 2013-2018, 2025          | Ranking the Stars                             | BNN/RTL 4                   | Panellid                                   |
| 2008-2009                      | Wie ben ik?                                   | SBS6                        | Vaste teamcaptain                          |
| 2008                           | Doe Maar Normaal                              | BNN                         | Team 2 samen met André Hazes jr.           |
| 2009                           | K2 zoekt K3                                   | SBS6                        | Jurylid                                    |
| 2010                           | Waar is De Mol?                               | Veronica                    | Speelde zich af in West-Papoea             |
| 2010                           | Bananasplit                                   | AVROTROS                    | Eén aflevering                             |
| 2011                           | Ik kom bij je eten                            | RTL 4                       | Eén aflevering                             |
| 2011                           | Dr. Ellen                                     | VARA                        | Drie afleveringen                          |
| 2011                           | Lang leve de tv!                              | TROS                        | Eén aflevering                             |
| 2011                           | Van der Vorst ziet sterren                    | RTL 4                       | Peter van der Vorst komt op bezoek         |
| 2011                           | Ik hou van Holland                            | RTL 4                       | Team Guus                                  |
| 2012                           | De TV Kantine                                 | RTL 4                       | Gastrol - één aflevering                   |
| 2012                           | Home is where the heart is                    | RTL 4                       | Eén aflevering                             |
| 2012                           | Sterren Springen op Zaterdag                  | SBS6                        | Geëlimineerd voor de finale                |
| 2012                           | Van je vrienden moet je het hebben            | SBS6                        | Eén aflevering                             |
| 2012                           | De Lijf Show                                  | SBS6                        | Vormde een team met Viktor Brand           |
| 2012                           | De Jongens tegen de Meisjes                   | RTL 4                       | Team Chantal - Verliezende team            |
| 2013                           | Wie is de reisleider?                         | RTL 5                       | Speelde zich af in India                   |
| 2013                           | Sterren Dansen op het IJs                     | SBS6                        | Jurylid                                    |
| 2013                           | Vliegende Hollanders: Sterren van de Schans   | SBS6                        | Jurylid                                    |
| 2014                           | Wie ben ik?                                   | RTL 4                       | Eén aflevering                             |
| 2014                           | Ik hou van Holland                            | RTL 4                       | Team Guus                                  |
| 2014                           | Sterren Springen op Zaterdag                  | SBS6                        | Gast-jurylid                               |
| 2014                           | Alles mag op vrijdag                          | RTL 4                       | Team Gordon met Jim Bakkum                 |
| 2014                           | Linda's Zomerweek                             | RTL 4                       | Hoofdgast met Waldemar Torenstra           |
| 2015                           | Mindmasters LIVE                              | SBS6                        | Na twee afleveringen stopte het programma  |
| 2016                           | Met de deur in huis                           | SBS6                        | Panellid                                   |
| 2016-2018, 2021                | Vier handen op één buik                       | BNN                         | Elk seizoen één aflevering                 |
| 2016                           | Zullen we een spelletje doen?                 | SBS6                        | Team Simon                                 |
| 2016                           | Celebrity Stand-Up                            | Comedy Central              | Eén aflevering                             |
| 2016                           | De wereld rond in 6 stappen                   | Net5                        | Samen met Bridget Maasland                 |
| 2017                           | De gevaarlijkste wegen van de wereld          | BNN                         | Samen met Richard Groenendijk in Sri Lanka |
| 2017                           | Celebrity City Trip                           | RTL 5                       | Samen met Dave Roelvink                    |
| 2017                           | Naar bed met Irene                            | SBS6                        | Hoofdgast - één aflevering                 |
| 2017                           | Chantal blijft slapen                         | RTL 4                       | Chantal Janzen volgt Patty één dag lang    |
| 2017                           | Oh, wat een jaar!                             | RTL 4                       | Team Ruben                                 |
| 2017 / 2018                    | Buurman, wat doet u nu?                       | Eén / RTL 4                 | In België en Nederland uitgezonden         |
| 2018                           | Tattoo Trippers                               | Veronica                    | Samen met Eva van de Wijdeven in Marokko   |
| 2018                           | Een goed stel hersens                         | RTL 4                       | Vormt een team met Guido Spek              |
| 2018                           | BN'ers in therapie                            | RTL 5                       | Eén aflevering                             |
| 2018                           | Het perfecte plaatje                          | RTL 4                       | Winnaar van het derde seizoen              |
| 2018                           | The Roast of Johnny de Mol                    | Comedy Central              | Als roaster                                |
| 2019                           | Wie ben ik?                                   | RTL 4                       | Team Tijl                                  |
| 2019                           | De Gordon tegen Dino Show                     | SBS6                        | Team Dino                                  |
| 2020                           | Ik hou van Holland                            | SBS6                        | Team Leo                                   |
| 2022                           | I Can See Your Voice                          | RTL 4                       | kandidaat samen met fan Stacey             |
| 2022                           | Think Inside the Box                          | SBS6                        | Deelnemer                                  |
| 2022                           | The Masked Singer                             | RTL 4                       | Als taart                                  |
| 2022                           | Secret Duets                                  | RTL 4                       | Secret singer                              |
| 2023                           | Lettrix                                       | SBS6                        | Eén aflevering                             |
| 2023                           | Ik hou van Holland                            | SBS6                        | Deelnemer                                  |
| 2023                           | Oh, wat een jaar!                             | RTL 4                       | Team Gerard                                |
| 2023                           | Top 4000 Muziekquiz                           | SBS6                        | Vormde een team met Tim Klijn              |
| 2024                           | Chateau Meiland VIPS                          | SBS6                        | Hoofdgast met Debbie de Jong               |
| 2024                           | Rooijakkers over de vloer                     | RTL 4                       | Art Rooijakkers komt op bezoek             |
| 2024                           | DNA Singers                                   | RTL 4                       | Gastpanellid                               |
| 2024                           | Ons kent Ons                                  | RTL 4                       | Vormde een team met Jamai Loman            |
| 2024                           | Make Up Your Mind                             | RTL 4                       | Gastpanellid                               |
| 2025                           | That's My Jam                                 | Omroep ZWART                | Samen met Jim Bakkum                       |
| 2025                           | Know where to hide: wie niet weg is…          | Prime Video                 | Deelnemer                                  |
| 2025                           | DREAM SCHOOL                                  | NTR                         | Gastdocent                                 |
| 2025                           | Stars on Stage                                | RTL 4                       | Deelnemer                                  |
| 2025                           | Hart tegen hart                               | SBS6                        | Deelnemer                                  |

## Discografie

### Albums
| Album met eventuele hitnotering(en) in de Nederlandse Album Top 100 | Datum van verschijnen | Datum van binnenkomst | Hoogste positie | Aantal weken | Opmerkingen |
| ------------------------------------------------------------------- | --------------------- | --------------------- | --------------- | ------------ | ----------- |
| All this way                                                        | 1981                  | 21-03-1981            | 35              | 2            |             |
| You're in the pocket                                                | 1982                  | -                     |                 |              |             |
| Red Light                                                           | 1986                  | -                     |                 |              |             |
| Patty's Party Vol. 1                                                | 2011                  | 09-07-2011            | 64              | 3            |             |

### Singles
| Single met eventuele hitnotering(en) in de Nederlandse Top 40 | Datum van verschijnen | Datum van binnenkomst | Hoogste positie | Aantal weken | Opmerkingen                                                              |
| ------------------------------------------------------------- | --------------------- | --------------------- | --------------- | ------------ | ------------------------------------------------------------------------ |
| Hold on to love                                               | 1981                  | 21-02-1981            | 19              | 6            | Nr. 14 in de Single Top 100 / Alarmschijf                                |
| Brazilian love song /Sambaman                                 | 1981                  | -                     |                 |              |                                                                          |
| You stole little piece of my heart                            | 1983                  | -                     |                 |              |                                                                          |
| Never my love                                                 | 1983                  | -                     |                 |              |                                                                          |
| Woman in love                                                 | 1985                  | -                     |                 |              |                                                                          |
| Mystery theme                                                 | 1985                  | -                     |                 |              |                                                                          |
| Red light                                                     | 1986                  | 25-01-1986            | tip11           | -            | Nr. 48 in de Single Top 100                                              |
| Tender lover                                                  | 1986                  | -                     |                 |              | met Eddie Kendricks                                                      |
| Over my head                                                  | 1986                  | -                     |                 |              |                                                                          |
| Ik ga extreem                                                 | 1996                  | -                     |                 |              |                                                                          |
| Hij gaat voor C!                                              | 1997                  | 08-02-1997            | 3               | 8            | Onderdeel van BN'ers voor BNN / Nr. 3 in de Single Top 100 / Alarmschijf |
| Smile                                                         | 2003                  | -                     |                 |              | Thema van Patty's Posse                                                  |
| Huilen is voor jou te laat                                    | 2004                  | -                     |                 |              | met Jacques Herb                                                         |
| That's life                                                   | 2005                  | -                     |                 |              | met Derick                                                               |
| Ik wil knallen!                                               | 2006                  | -                     |                 |              | met Ome Henk / Nr. 5 in de Single Top 100                                |
| Het leven is een feest                                        | 2010                  | -                     |                 |              | als Patty / Nr. 8 in de Single Top 100                                   |
| Morgen kan het weer anders zijn                               | 2011                  | -                     |                 |              | als Patty                                                                |
| Waarom zou drinken een zonde zijn                             | 2011                  | -                     |                 |              | Nr. 21 in de Single Top 100                                              |
| Bunga bunga                                                   | 06-10-2011            | -                     |                 |              | Nr. 64 in de Single Top 100                                              |
| Wat zijn ze lekker                                            | 2017                  | -                     | -               | -            | met Roy Donders                                                          |
| We zullen de laatsten zijn                                    | 2018                  | -                     | -               | -            | met Roy Donders                                                          |
| In m'n panterpak                                              | 2022                  | -                     |                 |              |                                                                          |